# François Bordet
Pour les articles homonymes, voir Bordet.
François Bordet est un homme politique français né le 7 avril 1829 à Dijon (Côte-d'Or) et décédé le 15 mars 1901 à Dijon.
Distillateur liquoriste à Dijon, il est juge au tribunal de commerce de 1877 à 1881 et président du tribunal de commerce de 1886 à 1890. Il est conseiller municipal de Dijon de 1869 à 1886 et maire de 1891 à 1897. Il est député de la Côte-d'Or pendant quelques mois en 1893, pour remplacer un député décédé, le temps de finir la législature.
Il est fait chevalier de la légion d'honneur en 1899.

## Sources
- « François Bordet », dans le Dictionnaire des parlementaires français (1889-1940), sous la direction de Jean Jolly, PUF, 1960 [détail de l’édition]